# Rashid bin Majid Al Mualla
Cheikh Rashid bin Majid Al Mualla était le fondateur de la maison d'Al Mualla, actuellement la famille régnante d'Umm Al Quwain.

## Biographie

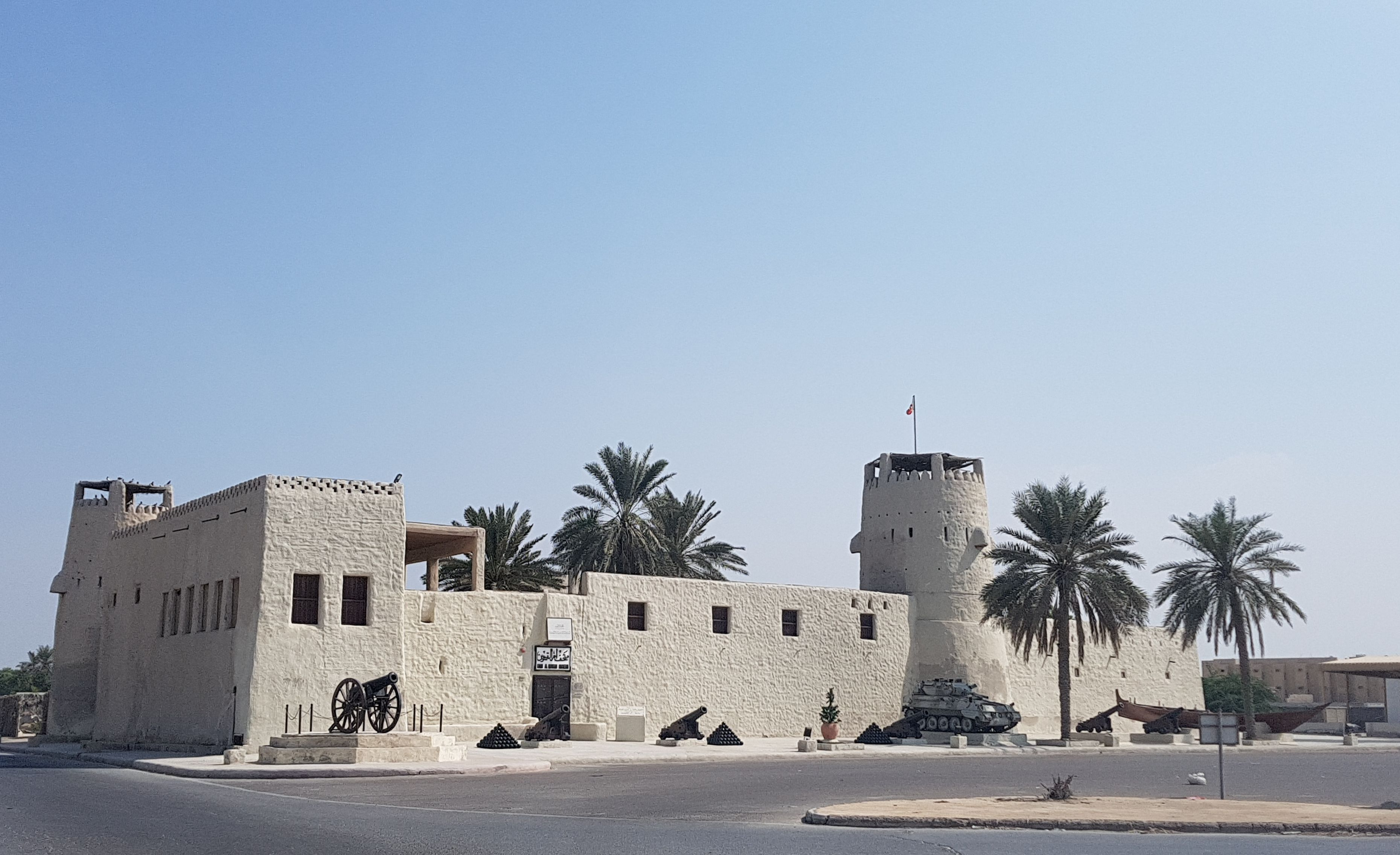
Fort d'Umm Al Qawain

Le premier souverain connu de la tribu Al Ali d'Umm Al Quwain, Cheikh Rashid, est responsable de la construction du fort d'Umm Al Quwain dans la ville en 1768, aujourd'hui abritant le musée d'Umm Al Quwain.
Le fort et sa tour de guet ont été construits après que la tribu Al Ali s'est déplacée de l'île de Sinniyah vers le continent, en raison de l'épuisement des ressources en eau de l'île.
La date précise du règne de Rashid bin Majid est inconnue, mais en 1820, il a été remplacé par son fils, Abdullah bin Rashid Al Mualla, le premier cheikh d'Umm Al Quwain à établir des relations diplomatiques avec les Britanniques.